# John W. Fisher
John William Fisher (* 15. Februar 1931 in Ancell, Missouri) ist ein US-amerikanischer Bauingenieur.
Fisher studierte Bauingenieurwesen an der Washington University mit dem Bachelor-Abschluss 1956 und an der Lehigh University mit dem Master-Abschluss 1958 und der Promotion 1964. Er war seit 1969 Professor an der Lehigh University, ab 1988 als Joseph T. Stuart Professor. Er war Ko-Direktor des Forschungszentrums  Advanced Technology for Large Structural systems (ATLSS).
Er befasst sich mit Ermüdung und Sprödbrüchen in Stahlkonstruktionen wie Brücken, mit geschweißten, Niet- und Bolzenverbindungen und mit  Stahlverbundkonstruktionen. Er war 1978 bis 1988 im Komitee für die Williamsburg Bridge in New York und war 1990 bis 1998 Mitglied der Brückensicherheits-Arbeitsgruppe von New York. 1982 war er Gastprofessor an der EPFL Lausanne.
2001 erhielt er den International Award of Merit in Structural Engineering. Er ist Mitglied der National Academy of Engineering, korrespondierendes Mitglied der Schweizer Ingenieursakademie und Ehrenmitglied der American Society of Civil Engineers. Engineering News Record wählte ihn 1999 unter die 125 Years... 125 Top People. 1988 wurde er Ehrendoktor der EPFL. 2000 erhielt er die John Fritz Medal.